# 馬里奧·穆斯奇
馬里奧·穆斯奇（1984年9月3日—）是一位盧森堡足球運動員。在場上的位置是防守型中場。他現在效力於瑞士足球超級聯賽球隊聖加侖足球俱樂部。他也代表盧森堡國家足球隊參賽。